# دفتر خاطرات موراساکی شیکیبو

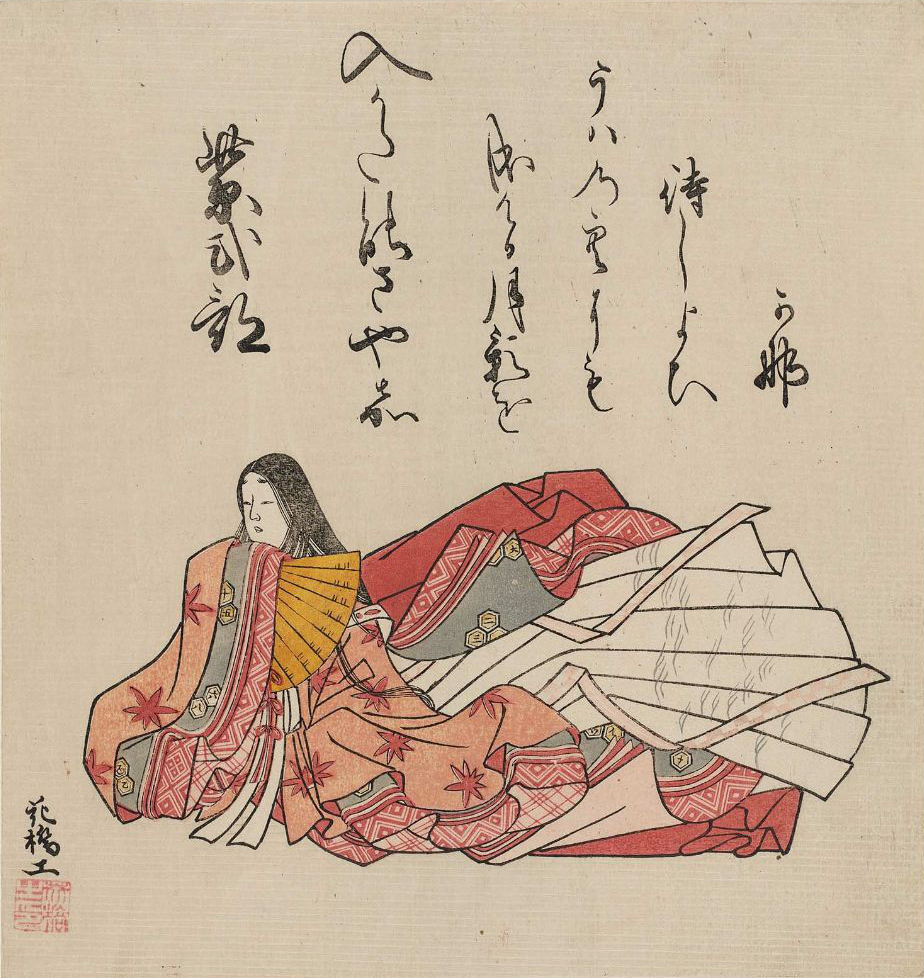
موراساکی شیکیبو دفتر خاطرات خود را در دربار امپراتوری هی‌آن بین سال‌های ۱۰۰۸–۱۰۱۰ میلادی نوشت.

دفتر خاطرات موراساکی شیکیبو (به ژاپنی: 紫式部日記, Murasaki Shikibu Nikki)، عنوانی است که به مجموعه‌ای از قطعه‌های خاطرات نوشته‌شده توسط قرن یازدهم ژاپنی دوره هی‌آن بانوی نویسنده موراساکی شیکیبو داده شده است. این دفتر به زبان کانا نوشته شده، سپس یک سیستم نوشتاری تازه توسعه‌یافته برای زبان محلی ژاپنی، که بیشتر در میان زنان، که عموماً در زبان چینی تحصیل نکرده بودند، رایج است.

## بررسی اجمالی
موراساکی شیکیبود، هنگامی که به درخواست فوجیوارا نو میچیناگا به کاخ امپراتوری رفت، «خاطرات موراساکی شیکیبو» را از خود به جای گذاشت که در آن دربارهٔ وضعیت دربار امپراتوری و اقامتگاه فوجیوارا نو میچیناگا نوشت و شامل ۱۸ شعر واکا است. این دفتر خاطرات حدود یک سال و نیم از ژوئیه ۱۰۰۸ را پوشش می‌دهد و وقایع دربار امپراتوری را ثبت می‌کند، و درک روشنی از وضعیت واقعی که فقط افراد داخل دربار امپراتوری می‌توانستند از آن مطلع شوند، مانند مراسمی که در دربار برگزار می‌شود و غیره را ارائه می‌دهد. این اطلاعات چیزی است که نمی‌توان از اسناد رسمی تاریخی که فقط حقایق را ثبت می‌کنند، به آن دسترسی پیدا کرد.